# Islamismo na Rússia

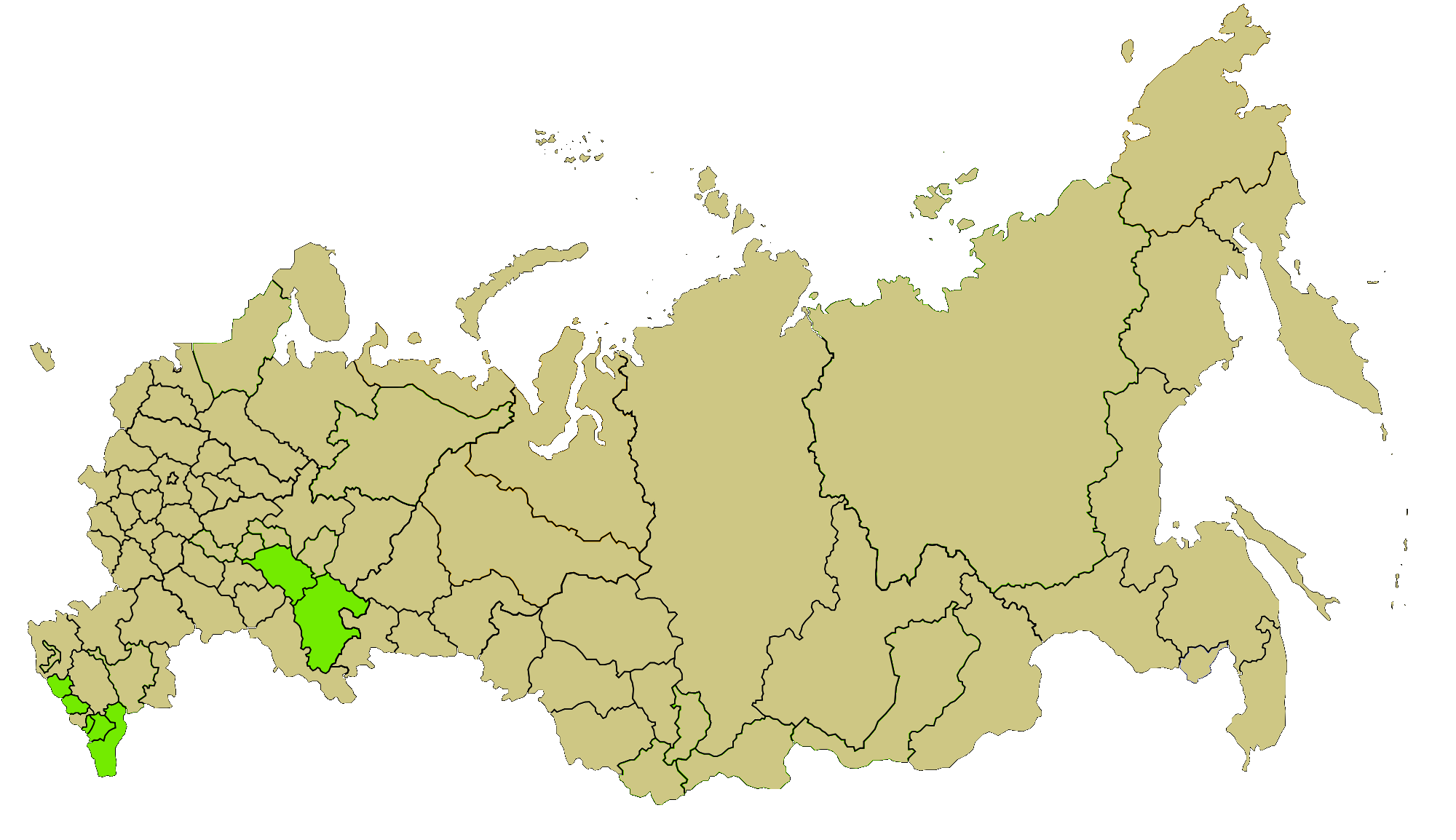
Áreas na Rússia com maioria muçulmana.

O islão é a segunda religião mais amplamente professada na Rússia. De acordo com uma pesquisa pelo Centro de Pesquisas de Opinião Pública Russa, 6% dos entrevistados se consideram muçulmanos. Segundo a Reuters, as minorias muçulmanas compõem 1/7 (14%) da população da Rússia. Os muçulmanos constituem as nacionalidades na Ciscaucásia, vivendo entre o Mar Negro e o Mar Cáspio: adigues, bálcaros, chechenos, circassianos, inguches, cabardinos, carachais e vários povos do Daguestão. Além disso, no meio da bacia do rio Volga residem populações de tártaros e bashkires, a grande maioria das quais são muçulmanas. O islã é considerado como uma das religiões tradicionais da Rússia, legalmente uma parte do patrimônio histórico russo. Há mais de 5.000 organizações religiosas muçulmanas registradas (divididas em sunitas, xiitas e grupos sufi), que correspondem a apenas um sexto da número de organizações religiosas registradas da Igreja Ortodoxa Russa, de cerca de 29.268 (dezembro de 2006).